# Bruck an der Leitha
Bruck an der Leitha (magyarul Lajtabruck, szlovákul Most nad Litavou) osztrák város, Alsó-Ausztria Bruck an der Leitha-i járásának székhelye. 2022 januárjában 8186 lakosa volt. 

## Elhelyezkedése

Bruck an der Leitha a Bruck an der Leitha-i járásban

Bruck an der Leitha a tartomány Industrieviertel régiójában fekszik, a Lajta-hegység lábánál, a Lajta folyó bal partján. Területének 3,9%-a erdő, 68,1% áll mezőgazdasági művelés alatt. Az önkormányzathoz két település tartozik: Bruck an der Leitha (7032 lakos 2022-ben) és Wilfleinsdorf (1154 lakos). 
A környező önkormányzatok: délnyugatra Lajtasomorja, nyugatra Trautmannsdorf an der Leitha, északra Göttlesbrunn-Arbesthal és Höflein, északkeletre Rohrau, délnyugatra Pándorfalu, délre Királyhida (utóbbi kettő Burgenlandban).  

## Története

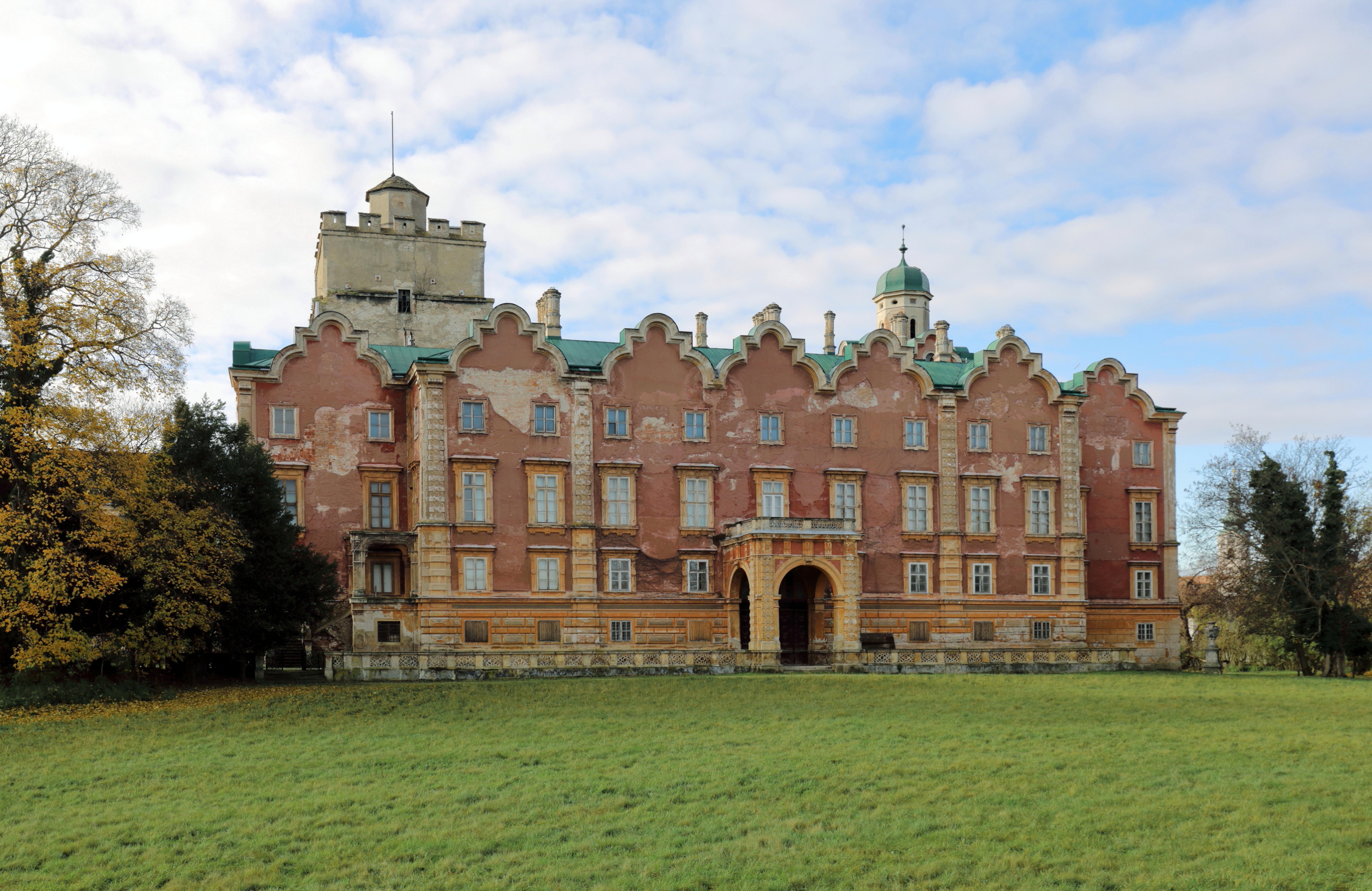
Prugg kastélya

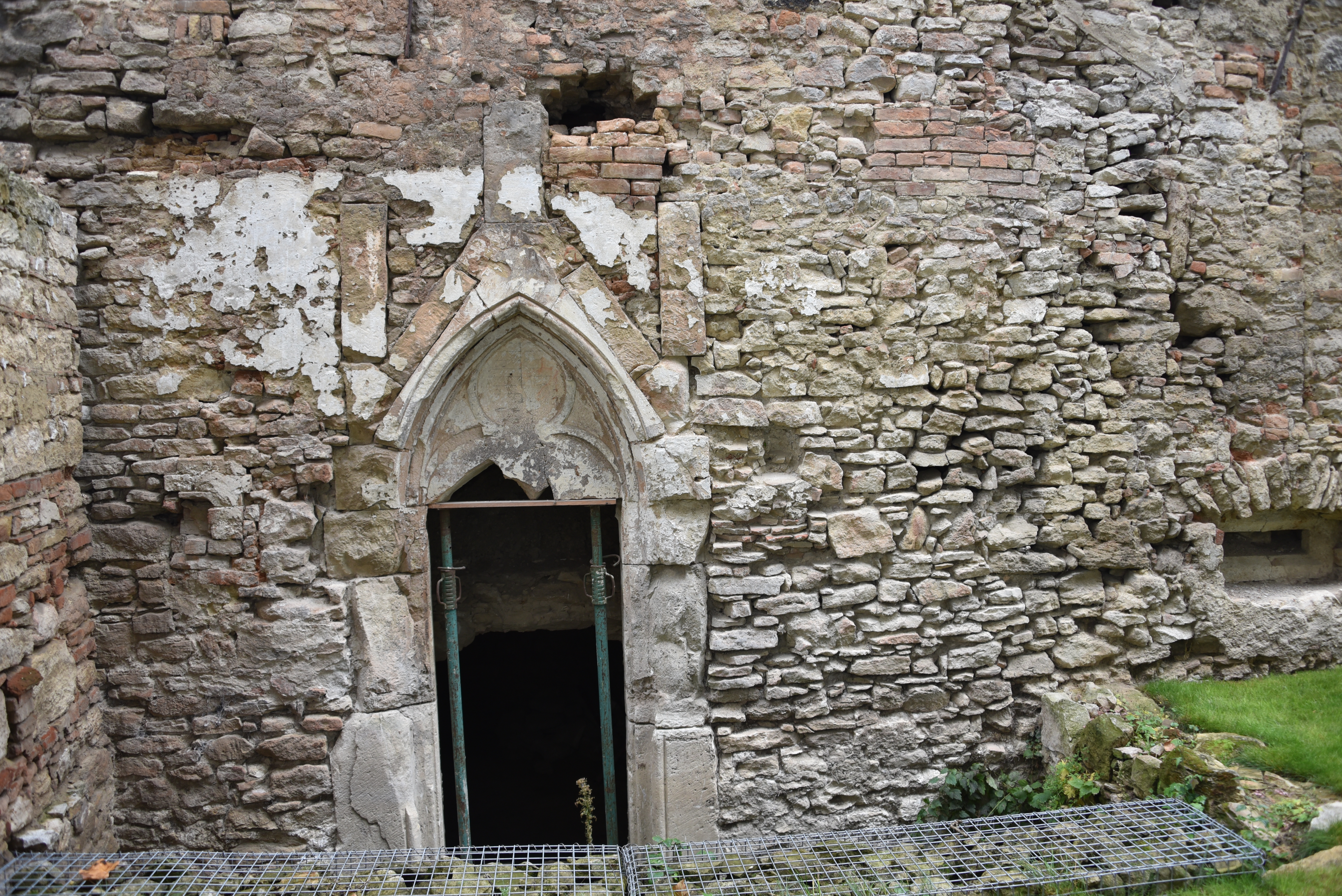
A volt zsinagóga

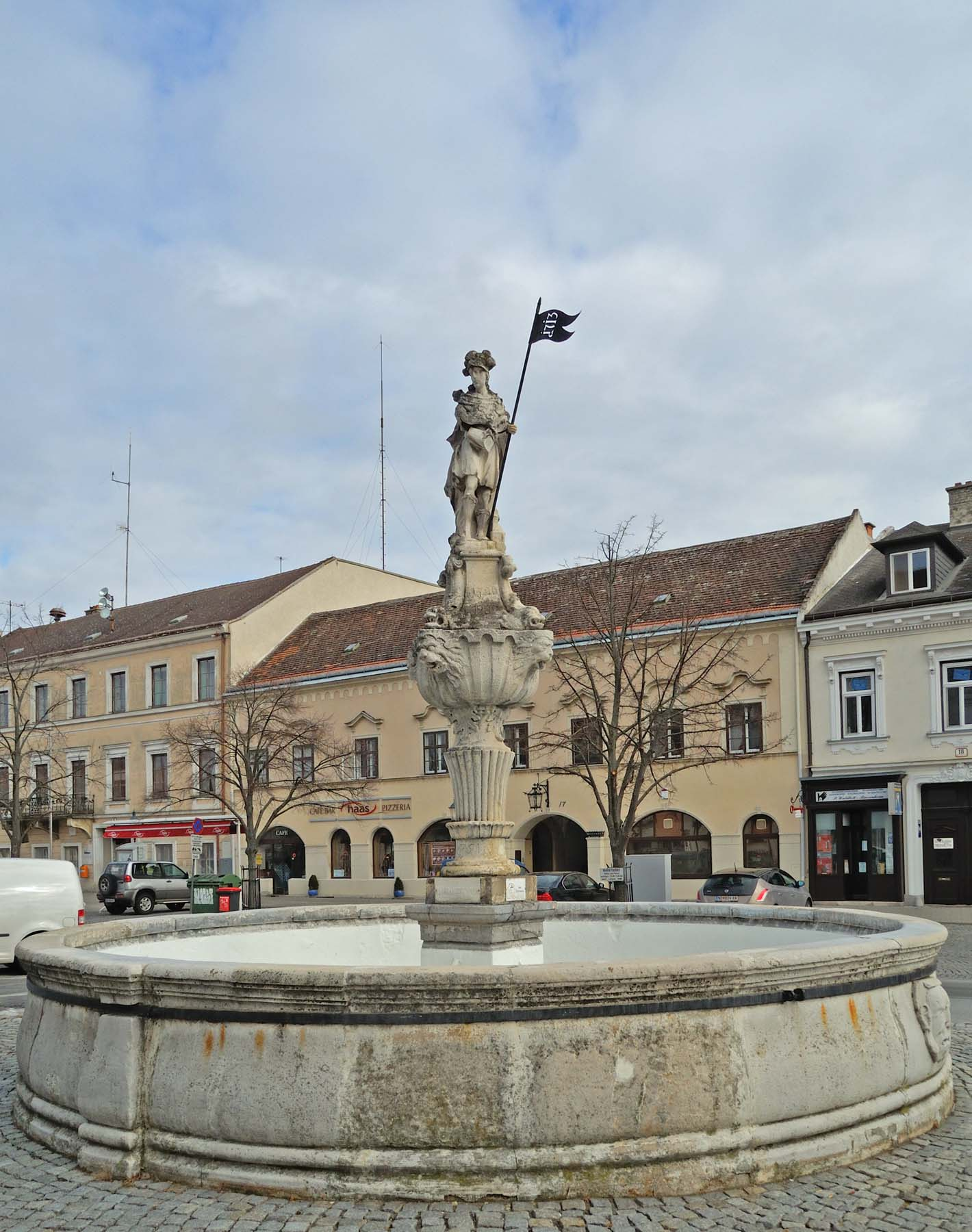
A Szt. Flórián-kút

Bruckot 1074-ben említik először Aschirichesprucca néven. In 1239-ben városjogot kapott. 1276-ban Habsburg Rudolf engedélyezte számára a vámjövedelmek egy részének megtartását. A közvetlenül az osztrák-magyar határon fekvő várost 1484-ben Mátyás király hadai Dávidházy István vezetésével megszállták. 1490-ben I. Miksa császár visszafoglalta Bruckot és a helyi polgárok foglyul ejtették a magyarok parancsnokát.
Bécs 1529-es első török ostroma során a várost kifosztották. 1546-ban IV. Leonhard von Harrach gróf szerezte meg a város birtokjogát és leszármazottai egészen a 19. századig Bruck hűbérurai maradtak. Bécs második, 1683-as ostroma után a polgárok 1694-ben felállították a főtéren a Szentháromság-oszlopot, hogy hálát adjanak az Úrnak a törökök felett aratott győzelemért. Ugyanebben az évben kezdték el az új barokk templom építését, amely 1702-ben készült el (illetve 1738-ban kibővítették). 1707-ben Aloys Thomas von Harrach gróf megkezdte Prugg várának átépítését barokk kastéllyá. 
Miután 1863-ban a hadsereg ideiglenes sátortáborban hat dandárt helyezett el a város mellett, a brucki polgárság rájött, milyen üzlet rejlik a katonaság jelenlétében és egy jelentős területet felajánlott a hadügyminisztériumnak állandó katonai tábor létesítésére. A Lajta jobb, "magyar" oldalán felhúzott barakktáborban több ezredet, többek között a bosnyák gyalogságot szállásolták el.
A tábor területén az első világháborúban háromezer fős hadifogolytábort létesítettek, amelyet az ausztrofasizmus idején büntetőtáborként, a nemzetiszocialista kormányzat idejében pedig ismét hadifogolytáborként hasznosítottak. Utóbbi, a Stalag XVII volt a Harmadik Birodalom egyik legnagyobb ilyen létesítménye, 73 ezer embert tartottak itt fogva.  
1944 októberétől Bruckban szállásolták el a délkeleti védműveken dolgoztatott magyar zsidó kényszermunkásokat. December 5. és 1945. március 26. között 155-en vesztették életüket a hidegtől, éhezéstől, kimerültségtől. Március végén a zsidókat egy halálmenetben a mauthauseni koncentrációs táborba szállították át. 
1971-ben a szomszédos Wilfleinsdorf községet Bruckhoz csatolták. 

## Lakosság
A Bruck an der Leitha-i önkormányzat területén 2022 januárjában 8186 fő élt. A lakosságszám 1981 óta gyarapodó tendenciát mutat. 2020-ban az ittlakók 82,2%-a volt osztrák állampolgár; a külföldiek közül 1,7% a régi (2004 előtti), 10% az új EU-tagállamokból érkezett. 4% az egykori Jugoszlávia (Szlovénia és Horvátország nélkül) vagy Törökország, 2,2% egyéb országok polgára volt. 2001-ben a lakosok 73,7%-a római katolikusnak, 8,5% evangélikusnak, 1,1% ortodoxnak, 1,5% mohamedánnak, 11,8% pedig felekezeten kívülinek vallotta magát. Ugyanekkor a legnagyobb nemzetiségi csoportokat a németek (92%) mellett a magyarok (1,9%) és a szerbek (1,2%) alkották.
A népesség változása:
| Lakosok száma | 7587 | 7887 | 7988 |
|               | 2005 | 2016 | 2018 |

## Látnivalók
- Prugg kastélya
- a Szentháromság-plébániatemplom

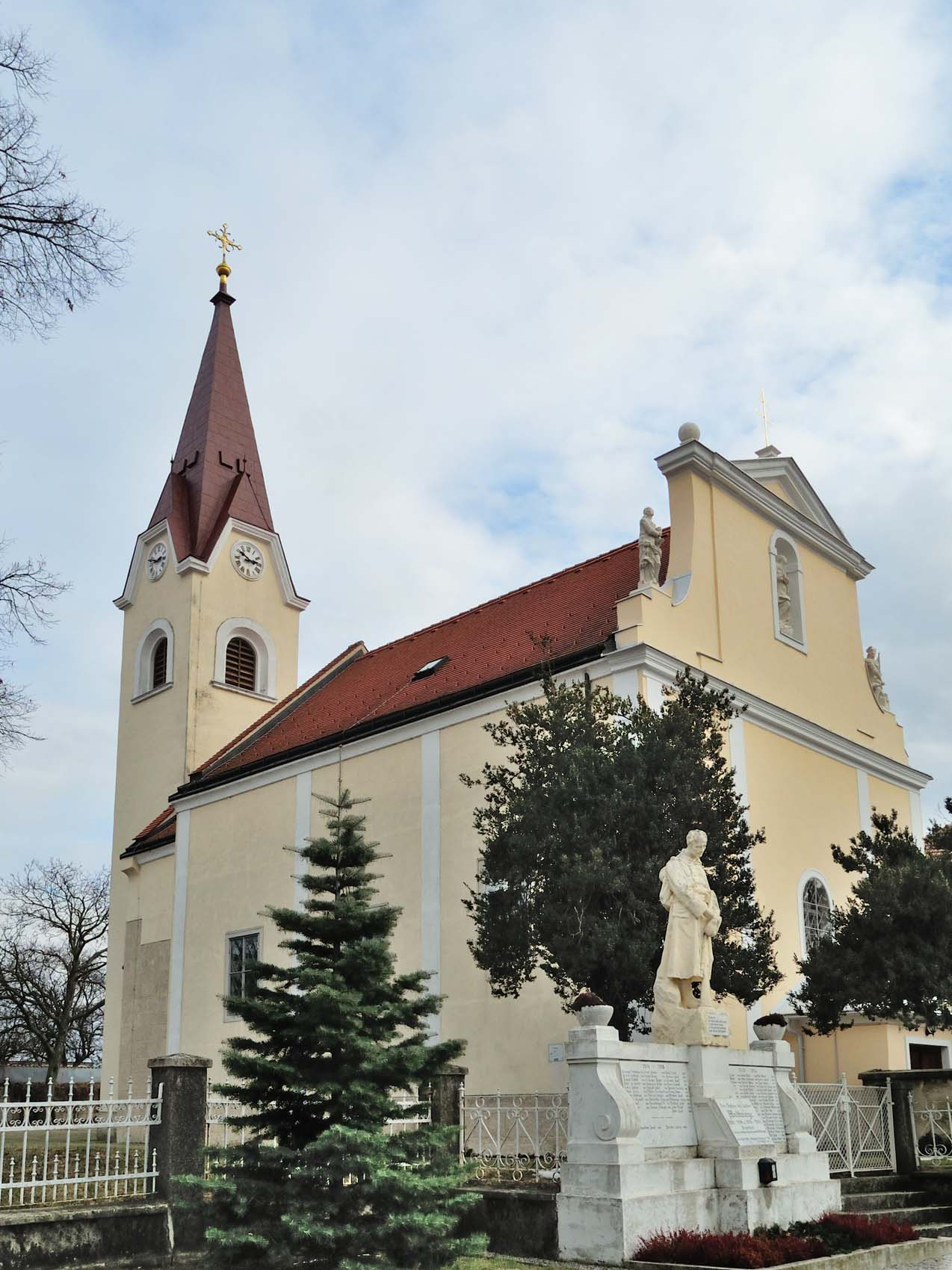
A Szt. Péter és Pál-templom

- a wilfleinsdorfi Szt. Péter és Pál-plébániatemplom
- a volt zsinagóga
- a Steinmetz-ház
- a régi városfal maradványai, köztük az ún. Magyar-torony
- különböző múzeumok (vármúzeum, egyházközségi múzeum, madármúzeum, néprajzi múzeum, tűzoltómúzeum)

## Testvérvárosok
- Bruckmühl  (Németország)

## Híres bruckiak
- Anton Stadler (1753–1812), zenész, Mozart barátja
- Franz von John (1815–1876), hadügyminiszter

## Fordítás
- Ez a szócikk részben vagy egészben  a   Bruck an der Leitha című német Wikipédia-szócikk ezen változatának fordításán alapul.  Az eredeti cikk szerkesztőit annak laptörténete sorolja fel. Ez a jelzés csupán a megfogalmazás eredetét és a szerzői jogokat jelzi, nem szolgál a cikkben szereplő információk forrásmegjelöléseként.